# Bakerius glandulosus
Bakerius glandulosus là một loài côn trùng cánh nửa trong họ Aleyrodidae, phân họ Aleurodicinae.
Bakerius glandulosus được Hempel miêu tả khoa học đầu tiên năm 1938.